# Larry Krystkowiak
Larry Brett Krystkowiak (Missoula, Montana; 23 de septiembre de 1964) es un exjugador y entrenador de baloncesto estadounidense. Con 2,06 metros de altura, jugaba en la posición de ala-pívot.

## Trayectoria deportiva

### Universidad
Jugó durante 4 temporadas con los Grizzlies de la Universidad de Montana, situada en la ciudad donde nació. En total promedió 16,9 puntos y 9,2 rebotes, en 120 partidos jugados. Fue MVP de la Big Sky Conference en 1984, 1985 y 1986.

### Profesional
Fue elegido en el puesto 28, en la segunda ronda del Draft de la NBA de 1986 por Chicago Bulls, pero fue inmediatamente traspasado a San Antonio Spurs. Allí jugó una temporada tan solo, firmando al año siguiente por Milwaukee Bucks, donde permaneció durante 4 temporadas, siendo en la segunda titular indiscutible. Tras dejar los Bucks, inició un recorrido por diversos equipos, pero ya evidenciando que su juego no terminaba de adaptarse a los equipos en los que recaía. En su última temporada, la 96-97, apenas jugó 3 partidos con los Lakers.
En sus 9 temporadas como profesional, promedió 8,2 puntos y 4,9 rebotes por partido.

### Entrenador
Su primer equipo como entrenador principal fue los Idaho Stampede, después entrenaría a su alma mater, la Universidad de Montana, en 2005, donde consiguió derrotar a la favorita en primera ronda del Torneo de la NCAA, la Universidad de Nevada. En el año 2006 firmó como asistente de los Milwaukee Bucks, haciéndose con el cargo de entrenador principal al ser despedido su predecesor, Terry Stotts. Se mantuvo como entrenador principal en los Bucks durante un año. En la temporada 2010-11 es asistente en los New Jersey Nets. Desde el año 2011 es entrenador principal en Universidad de Utah.

## Estadísticas de su carrera en la NBA

### Temporada regular
| Año     | Equipo      | PJ  | PT  | MPP  | %TC  | %3P  | %TL  | RPP | APP | ROB | TPP | PPP  |
| ------- | ----------- | --- | --- | ---- | ---- | ---- | ---- | --- | --- | --- | --- | ---- |
| 1986–87 | San Antonio | 68  | 2   | 14.8 | .456 | .083 | .743 | 3.5 | 1.3 | 0.3 | 0.2 | 6.6  |
| 1987–88 | Milwaukee   | 50  | 7   | 21.0 | .481 | .000 | .811 | 4.6 | 1.0 | 0.4 | 0.2 | 7.2  |
| 1988–89 | Milwaukee   | 80  | 77  | 30.9 | .473 | .333 | .823 | 7.6 | 1.3 | 1.2 | 0.1 | 12.7 |
| 1989–90 | Milwaukee   | 16  | 7   | 23.8 | .364 | .000 | .788 | 4.8 | 1.6 | 0.6 | 0.1 | 7.0  |
| 1991–92 | Milwaukee   | 79  | 16  | 23.4 | .444 | .000 | .757 | 5.4 | 1.4 | 0.7 | 0.2 | 9.0  |
| 1992–93 | Utah        | 71  | 0   | 19.2 | .466 | .000 | .796 | 3.9 | 1.0 | 0.6 | 0.2 | 7.2  |
| 1993–94 | Orlando     | 34  | 11  | 20.1 | .480 | .000 | .795 | 3.6 | 1.0 | 0.4 | 0.1 | 5.1  |
| 1994–95 | Chicago     | 19  | 14  | 15.1 | .389 | .000 | .900 | 3.1 | 1.4 | 0.5 | 0.1 | 4.4  |
| 1996–97 | Los Angeles | 3   | 0   | 3.7  | .500 | .000 | .500 | 1.7 | 1.0 | 0.7 | 0.0 | 1.0  |
| Total   | Total       | 420 | 134 | 21.7 | .457 | .139 | .795 | 4.9 | 1.2 | 0.6 | 0.1 | 8.2  |

### Playoffs
| Año     | Equipo    | PJ | PT | MPP  | %TC  | %3P  | %TL   | RPP | APP | ROB | TPP | PPP  |
| ------- | --------- | -- | -- | ---- | ---- | ---- | ----- | --- | --- | --- | --- | ---- |
| 1987–88 | Milwaukee | 5  | 5  | 32.6 | .448 | .000 | .889  | 6.8 | 1.4 | 0.8 | 0.0 | 8.4  |
| 1988–89 | Milwaukee | 8  | 8  | 29.9 | .426 | .000 | .871  | 5.6 | 1.5 | 0.3 | 0.1 | 10.6 |
| 1990–91 | Milwaukee | 3  | 0  | 8.3  | .167 | .000 | .000  | 1.0 | 0.7 | 0.3 | 0.0 | 0.7  |
| 1992–93 | Utah      | 1  | 0  | 8.0  | .000 | .000 | .000  | 2.0 | 0.0 | 0.0 | 0.0 | 0.0  |
| 1993–94 | Orlando   | 3  | 3  | 30.7 | .389 | .000 | 1.000 | 8.3 | 3.0 | 1.0 | 0.7 | 6.0  |
| Total   | Total     | 20 | 16 | 26.4 | .410 | .000 | .887  | 5.5 | 1.5 | 0.5 | 0.2 | 7.4  |